# Polymixis viridula
Polymixis viridula är en fjärilsart som beskrevs av Otto Staudinger 1895. Polymixis viridula ingår i släktet Polymixis och familjen nattflyn. Inga underarter finns listade i Catalogue of Life.